# Jan Kruszyński (urzędnik)
Jan Kruszyński (ur. 28 października 1773 w ziemi rawskiej, zm. 29 sierpnia 1845 w Warszawie) – urzędnik Królestwa Kongresowego, Referendarz Stanu, tłumacz.

## Życiorys
Urodził się w rodzinie Antoniego Kruszyńskiego herbu Pomian i Rozalii z domu Szczygielskiej w ziemi rawskiej. Pierwsze nauki pobierał w szkole w Rawie. W 1785 rozpoczął naukę w Warszawie w szkole pijarów i w 1791 wstąpił do seminarium duchownego u księży misjonarzy w Warszawie.
W 1793 zmarł biskup Okęcki, który był jego opiekunem i protektorem. Kruszyński wystąpił z seminarium i zdając pozytywnie egzamin zaciągnął się do Korpusu Inżynierów Koronnych. Służył w korpusie gen. Sierakowskiego awansując na stopień podporucznika.
Po zdobyciu Warszawy utrzymywał się jako guwerner m.in. u podstolego stężyckiego Józefa Niemirycza, Jana Ramockiego i księcia Jabłonowskiego w Annopolu oraz w Warszawie ucząc na pensji Antoniego Badera łaciny i języka francuskiego.
W 1804 przybył do Puław z księciem Jabłonowskim, gdzie został przedstawiony księżnej Izabelli Czartoryskiej i został powierzony mu dozór nad zbiorami księżnej w świątyni Sybilli.
W 1812 został mianowany urzędnikiem w ministerstwie przychodów i skarbów, a w 1828 referendarzem stanu.
W Puławach poznał swoją przyszłą żonę, wychowankę księżnej Czartoryskiej - Barbarę Poświatowską z którą miał troje dzieci.
W 1813 dostał nominację na instruktora Dyrekcji Teatralnej w Warszawie, i swoją twórczością wspierał teatry warszawskie. Według jego tłumaczenia były wystawione w Warszawie: 
- Edyp tragedia Woltera w 1801,
- Brytanik J.B. Racine’a  w 1802,
- Satyry N. Boileau,
- libretta opery:
  - Bajazet A.Vivaldiego w 1803,
  - Opera włoska w podróży  L.B. Picarda w 1817.

Należał do masonerii i od 1827 był członkiem Towarzystwa Warszawskiego Przyjaciół Nauk.
Zmarł dnia 29 sierpnia 1845 w Warszawie i pochowany został na Starych Powązkach.